# Euarestoides acutangulus
Euarestoides acutangulus är en tvåvingeart som först beskrevs av Thomson 1869.  Euarestoides acutangulus ingår i släktet Euarestoides och familjen borrflugor. Inga underarter finns listade i Catalogue of Life.